# Stevie (Kasabian)
stevie è un singolo dei Kasabian, il quarto estratto dal loro quinto album 48:13, pubblicato il 7 novembre 2014.

## La canzone
stevie vede l'ampio utilizzo di archi, trombe e linee di basso e chitarra tipici del rock anni sessanta. Prima della sua pubblicazione in 48:13, il brano ha fatto il suo debutto mondiale in diretta sull'emittente italiana Radio 105, quando la band ha suonato una sua versione acustica. Viene poi presentato con l'intera band nell'episodio del 13 maggio di Later... with Jools Holland, su BBC 2.
È stato utilizzato nella colonna sonora del videogioco FIFA 15.

## Video musicale
Il video ufficiale del brano, diretto da Ninian Doff, è stato pubblicato il 14 ottobre 2014.

## Tracce
Testi e musiche di Sergio Pizzorno.
1. stevie – 4:45

## Formazione
Kasabian
- Tom Meighan – voce
- Sergio Pizzorno – voce, chitarra, tastiera, arrangiamenti orchestrali
- Chris Edwards – basso
- Ian Matthews – batteria, percussioni

Altri musicisti
- London Metropolitan Orchestra – strumenti a corda (12 violini, 4 viole, 5 violoncelli, 5 contrabbassi)
- Gary Alesbrook – tromba
- Trevor Mires – trombone
- Andrew Kinsma – sassofono

## Classifiche
| Classifica (2014)         | Posizione massima |
| ------------------------- | ----------------- |
| Belgio (Ultratop Fiandre) | 64                |
| Regno Unito (physical)    | 6                 |